# Olle Gellerman
Ernst Olof "Olle" Gellerman, född 6 juni 1926 i Hedemora landsförsamling, Kopparbergs län, död 4 juli 2014 i Lerums församling, Västra Götalands län, var en svensk statsvetare och tidningsman.
Gellerman disputerade för politices doktorsexamen 1958 vid Uppsala universitet på en avhandling om statens engagemang i jordbruksfrågan 1867–1918. Han blev därefter ledarskribent på Göteborgs Handels och Sjöfartstidning och senare på Göteborgs-Posten. Tidigare hade han varit redaktör för Liberal Debatt 1957-58. Han har också varit lärare i Göteborg.
Han var från 1950 gift med Kerstin Gellerman (1926-1987), född Lagerkvist, som var riksdagsledamot för Folkpartiet. Deras dotter Helena Gellerman är även hon liberal riksdagsledamot.